# Lycopus americanus
Lycopus americanus är en kransblommig växtart som beskrevs av Henry Ernest Muhlenberg och W.P.C. Bartram. Lycopus americanus ingår i släktet strandklor, och familjen kransblommiga växter. Inga underarter finns listade i Catalogue of Life.

## Bildgalleri

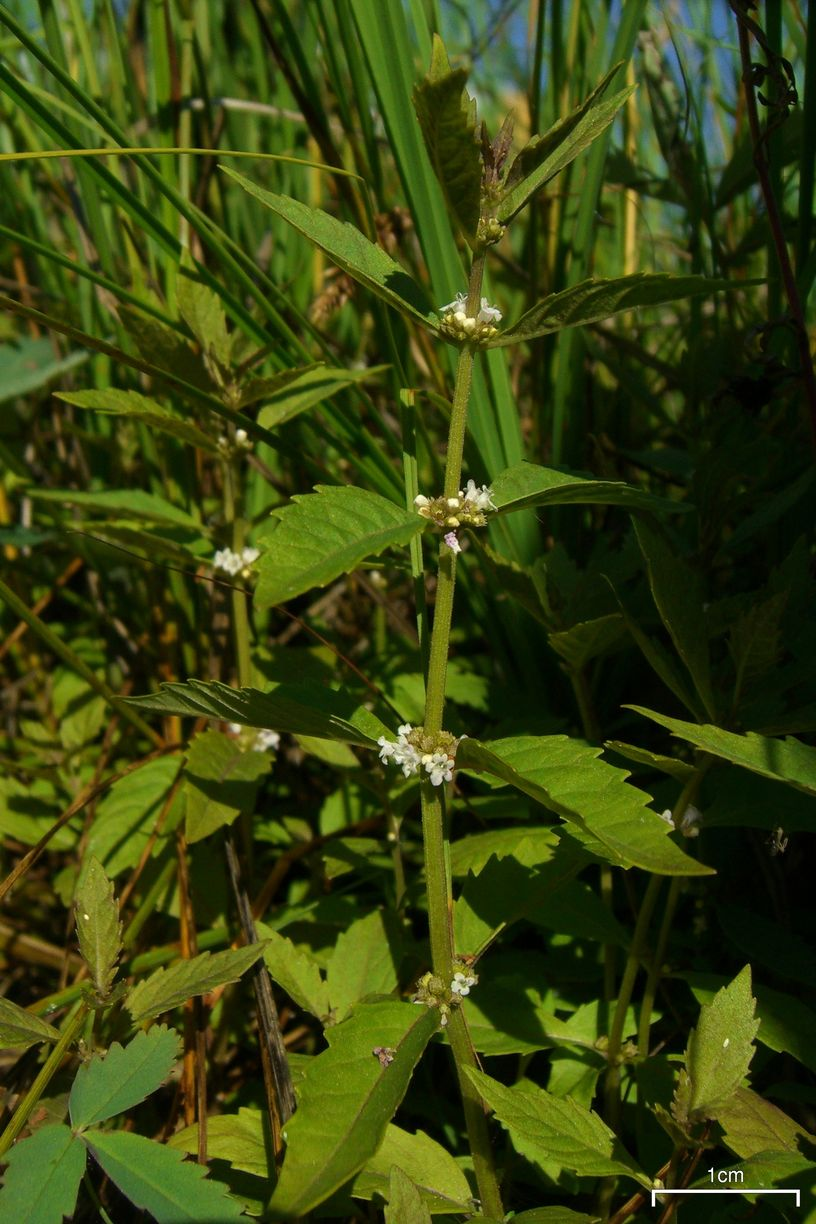
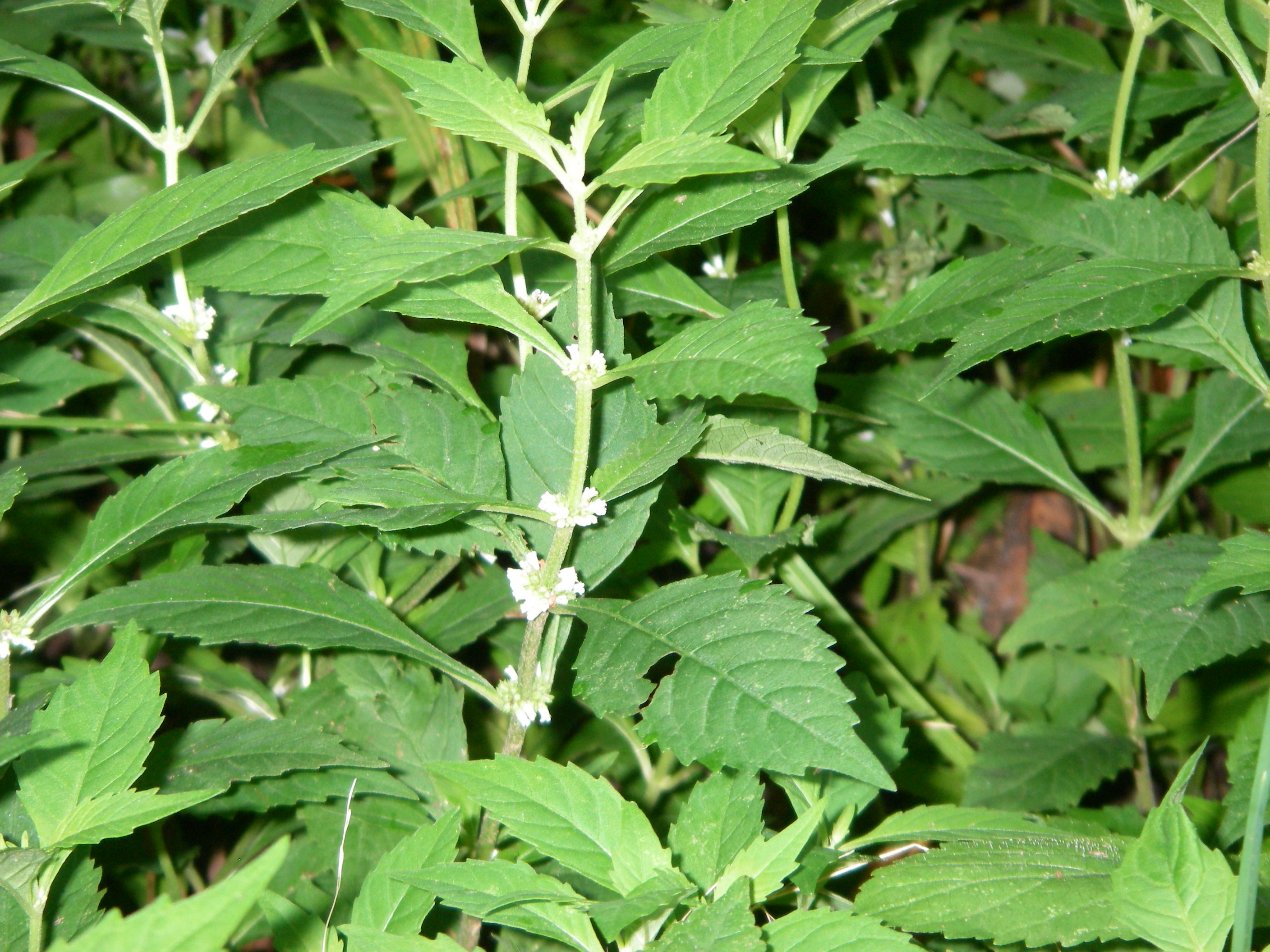
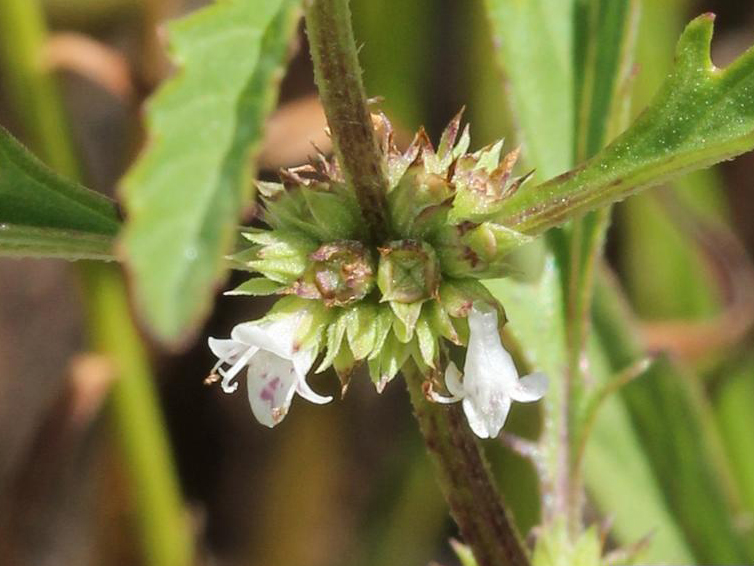
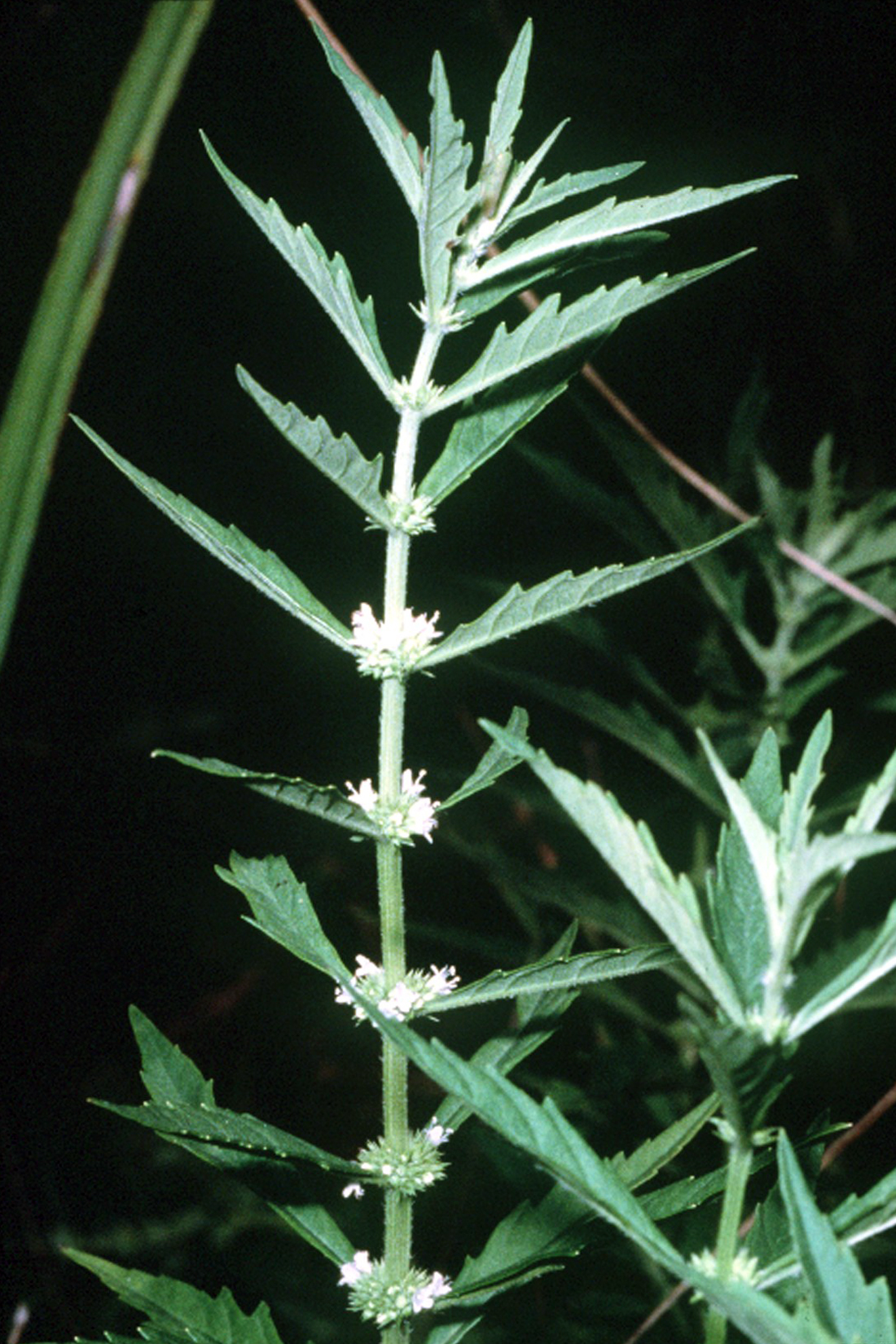